# Meletos (Ankläger des Sokrates)
Meletos (altgriechisch Μέλητος Mélētos) verfasste die Anklageschrift gegen Sokrates und trat in dem Prozess 399 v. Chr. als einer der drei Anklagevertreter auf. Noch relativ jung, dürfte er in dieser Rolle nicht viel mehr als ein Strohmann der politischen Machthaber gewesen sein.
Er war Rhetor und Tragödiendichter. Sein einzig bekanntes Werk Ödipodie ist nur dem Namen nach bekannt. Sein gleichnamiger Vater war ebenfalls Tragödiendichter. Bei einigen Spottversen von Aristophanes, Epikrates und Sannyrion ist strittig, welchem Meletos sie galten.
Arethas berichtet in einem Scholion zu Platons Apologie: „Meletos war ein schlechter Tragödiendichter, von Herkunft Thraker, wie Aristophanes in dem Stück ‚Die Frösche‘ sagt, (...) In den ‚Bauern‘ erinnert er daran, dass er Kallias beschlief.“
Diogenes Laertios, Diodor und die Suda berichten, dass Meletos von den Athenern hingerichtet worden sei. Eduard Meyer sieht die in den verschiedenen antiken Berichten überlieferten Schicksale der drei Ankläger allerdings als „notorische Erfindungen“. Den Mitankläger Anytos betreffend legt er dies näher dar, Ulrich Karstedt folgt dem.

## Werke
- Ödipodie (Οἰδιπόδεια Oidipódeia), nicht überlieferte Tetralogie, die nach 399 v. Chr. aufgeführt worden sein dürfte. Anspielungen auf das Werk befinden sich im Laios des Komödiendichters Platon.